# Sojuz 28
Sojuz 28 (ryska: Союз-28) var en flygning i det sovjetiska rymdprogrammet. Det var även den första flygningen i Interkosmosserien. Flygningen gick till Saljut 6. Vladimír Remek blev den första människa i rymden som inte var amerikansk eller sovjetisk medborgare. Farkosten sköts upp med en Sojuz-raket från Kosmodromen i Bajkonur den 2 mars 1978. Den dockade med rymdstationen den 3 mars 1978. Farkosten lämnade rymdstationen den 10 mars 1978. Några timmar senare återinträdde den i jordens atmosfär och landade i Sovjetunionen.

## Besättning
| Befälhavare    | Alexej Gubarev Hans andra rymdfärd  |
| Flygingenjör 1 | Vladimír Remek Hans första rymdfärd |

## Reservbesättning
| Befälhavare    | Nikolai Rukavisjnikov |
| Flygingenjör 1 | Oldřich Pelčák        |